# Jean-Paul Vinay
Jean-Paul Vinay (1910-1999) est un professeur, auteur et traducteur canadien reconnu comme l'un des  grands précurseurs de la traductologie. Il a dirigé le Département de linguistique et de traduction de l'Université de Montréal pendant de nombreuses années. Dans les années 1950 et 1960, il a joué un rôle déterminant dans l'introduction de la traduction comme domaine d'enseignement universitaire au Canada. Il a participé à la fondation de la revue spécialisée Meta. Il est l'auteur de plusieurs ouvrages de traductologie, dont le  Manuel de traduction (français et anglais). Traité pratique de stylistique comparée (1955) et, avec Jean Darbelnet, la Stylistique comparée du français et de l’anglais (1958).

## Articles
- Phonétique et langues africaines. In: Journal de la Société des Africanistes, 1941, tome 11. pp. 95-113
- Folklore et Notation Phonétique, The French Review, Vol. 21, No. 5 (Mar., 1948), pp. 373-381
- Bout de la langue ou fond de la gorge ,French  Review 23, 1950, 489-498
- Aperçu des études de phonétique canadienne, in Études sur le parler français au Canada, Québec : Presses universitaires Laval,1955, p. 61–82
- L'enseignement de la prononciation: L'un des buts de l'Association Phonétique International, Journal of the International Phonetic Association , Volume 16 , Issue 1 , June 1986 , pp. 48 - 53